# Fosfammite
La fosfammite è un minerale.